# Halichoeres nigrescens
Halichoeres nigrescens (Bloch & Schneider, 1801) è un pesce di acqua marina appartenente alla famiglia Labridae che proviene dall'Indo-Pacifico.

## Distribuzione e habitat
L'areale di questa specie è molto ampio. Proviene dalle barriere coralline dell'oceano Pacifico, in particolare dall'ovest, e dell'oceano Indiano. È diffuso sia lungo le coste dell'Africa, dove è stato localizzato nei pressi di Durban, in Somalia e in Mozambico, sia nei mari attorno a Australia, Filippine e Hong Kong. Può essere trovato nel golfo di Oman e in Cina, India, Cambogia e Indonesia. È raro in Thailandia. È una delle specie più comuni soprattutto nelle barriere costiere, anche ricche di vegetazione acquatica, con temperature superiori a 16.5 °C.

## Descrizione
Presenta un corpo allungato, leggermente compresso ai lati. La lunghezza massima registrata è di 14,0 cm. La pinna dorsale ha 12 raggi. Le femmine e gli esemplari giovanili si possono distinguere dai maschi adulti grazie alla colorazione meno intensa e alle macchie scure sulle pinne, una circa a metà della pinna dorsale e altre alla base delle pinne pettorali.
I maschi adulti presentano una colorazione giallastra pallida sul ventre; macchie giallastre possono essere presenti anche sulla pinna dorsale e più ampie sulla pinna caudale, che ha il margine dritto. Sul resto del corpo sono presenti 6 o più fasce molto irregolari di macchie bruno-rossastre su sfondo verde.

## Biologia

### Comportamento
Nuota in gruppi, spesso composti da pochi esemplari. I giovani per nutrirsi hanno l'abitudine di pulire pesci più grossi dai loro parassiti esterni.

### Riproduzione
È oviparo e la fecondazione è esterna. Non ci sono cure nei confronti delle uova, deposte tra aprile e luglio. Molto probabilmente si tratta di una specie ermafrodita proteroginica; i maschi raggiungono la maturità sessuale dopo i 10 cm, le femmine possono già riprodursi a 7,4.

## Conservazione
Questa specie è comune e viene classificata come "a rischio minimo" (LC) dalla lista rossa IUCN. Il pericolo che la minaccia maggiormente è la pesca, spesso accidentale. È però diffusa in diverse aree marine protette.